# 종식
종식(1982년 5월 24일 ~ )은 대한민국의 개그맨이다.

## 출연 작품
- 개그1 (SBS)